# Clusia insignis
Clusia insignis là một loài thực vật có hoa trong họ Bứa. Loài này được Mart. mô tả khoa học đầu tiên năm 1832.